# 摩梭语
摩梭语是纳语组纳西语组一种语言。

## 方言
永宁土话分布在丽江市永宁镇，由向柏霖与米可（2011）记录。:468-498
拉达地土话只有2个声调。:67–104
参考书目包括一篇博士论文，一本词典与一本关于声调的书。